# منتخب تركمانستان لكرة قدم الصالات
منتخب تركمانستان لكرة قدم الصالات هو ممثل تركمانستان الرسمي في المنافسات الدولية في كرة الصالات .